# Brandstraat
De Brandstraat is een straat in het West-Bruggekwartier van Brugge.

## Beschrijving
In West-Brugge lag een terrein dat toebehoorde aan het Sint-Janshospitaal en bekendstond als Sint-Jansland. Twee straten liepen er door. In 1580 werden ze in het kadaster van Brugge ingeschreven als:
- Eerste ofte Oosterse Sint-Janstraetkin;
- Tweetste ofte Westerse Sint-Janstraetkin.

Het tweede bleef ongeveer de naam behouden en is thans de Kleine Sint-Jansstraat. Het eerste werd vanaf een niet nader bekend ogenblik tot Brandstraat omgedoopt. Een brandstraat of brandstraatje was een vaak gebruikte naam om een nauwe straat of steeg aan te duiden die tussen twee eigendommen liep en in geval van brand betere toegang tot de achterzijde moest mogelijk maken. Hier, uitzonderlijk, werd het de officiële naam van de straat.
De Brandstraat loopt van de Lane naar de Schouwvegersstraat.